# Milan Myška
Milan Myška (ur. 1933 w Ostrawie-Witkowicach, zm. 8 lipca 2016) – czeski historyk, prof. związany z Uniwersytetem Ostrawskim.
Absolwent Uniwersytetu Karola w Pradze. Habilitował się w 1963 na Uniwersytecie Palackiego. W 2006 otrzymał tytuł doktora honoris causa Uniwersytetu w Hradcu Kralove